# 尤拉克卡薩山 (孔多羅馬區)
15°14′59″S 71°00′48″W / 15.24972°S 71.01333°W
尤拉克卡薩山（Yuraq Q'asa），是秘魯的山峰，位於該國南部庫斯科大區，由埃斯皮納爾省的孔多羅馬區負責管轄，屬於安地斯山脈的一部分，海拔高度4,800米。